# Kanabinoidní receptor

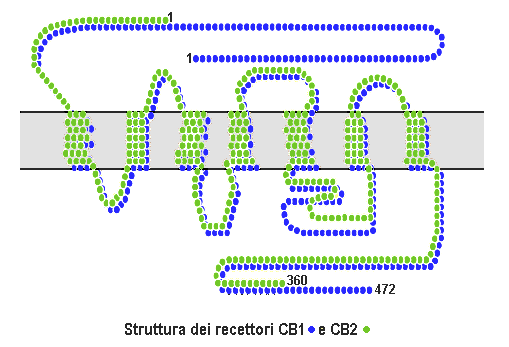
CB_{1} a CB_{2} struktury.

Kanabinoidní receptory jsou receptory spřažené s G-proteinem endokanabinoidního systému, které jsou zapojeny v řadě fyziologických procesů obratlovců, včetně chuti, vnímání bolesti, nálady a paměti.
Kanabinoidní receptory jsou aktivovány třemi hlavními skupinami ligandů: endokanabinoidy vlastními organismu, rostlinnými kanabinoidy (fytokanabinoidy, např. kanabidiol z konopí) a syntetickými kanabinoidy (např. HU-210). Všechny endokanabinoidy a fytokanabinoidy jsou lipofilní látky, tedy v tuku rozpustné sloučeniny.
V současné době (rok 2018) jsou známy dva subtypy kanabinoidních receptorů, označované jako CB1 a CB2. CB1 receptor je exprimován primárně v centrální nervové soustavě (CNS), dále v plicích, játrech a ledvinách. CB2 receptor je exprimován především buňkami imunitního systému a v krvetvorných buňkách.